# Papp Kristóf (labdarúgó)
Papp Kristóf (Kerepestarcsa, 1993. május 14. –) magyar labdarúgó, a Paks középpályása.

## Pályafutása

### Klubcsapatokban

#### Vác
2009-től 2013-ig a Vác színeiben 23 NB II-es bajnoki mérkőzésen 1 gólt ért el.

#### Gyirmót
Gyirmóton 2013 és 2015 között 56 mérkőzést játszott a másodosztályban, itt 9 gólt szerzett.

#### Paks
2015. augusztus 8-án játszotta első bajnoki mérkőzését a Paks színeiben a Budapest Honvéd ellen 3–1-re megnyert találkozón.
2024. augusztus 1-jén az AEK Larnaca ellen 2–0-ra megnyert Konferencia Liga selejtező mérkőzésen ő állította be a végeredményt. Augusztus 22-én a Konferencia Liga rájátszásában a Mladá Boleslav ellen 2–2-re végződő idegenbeli meccsen a 85. percben Böde Dániel beadásából gólt szerzett.
2025. július 31-én a Konferencia Liga selejtezőjének 2. fordulójában a szlovéniai Maribor elleni idegenbeli mérkőzésen egyenlítő gólt szerzett, az 1–1-re végződő találkozó a Paks továbbjutását jelentette.

## Sikerei, díjai

### Klubcsapattal
Paks
- Magyar kupa ezüstérmes (1): 2022
- Magyar kupagyőztes (2): 2024, [4] 2025[5]
- Magyar bajnokság ezüstérmes (1): 2023–24
- Magyar bajnokság bronzérmes (1): 2024–25